# مارستون (ایلینوی)
مارستون (به انگلیسی: Marston) یک منطقهٔ مسکونی در ایالات متحده آمریکا است که در شهرستان مرسر، ایلینوی واقع شده‌است. مارستون ۲۳۸٫۰۵ متر بالاتر از سطح دریا واقع شده‌است.